# Atle Kittang
Atle Kittang (20. marts 1941 i Flora – 1. juni 2013) var en norsk litteraturforsker og professor i almen litteraturvidenskab ved Universitetet i Bergen.
Kittang gik ud af Firda offentlege landsgymnas i 1960, studerede tysk og fransk ved Universitetet i Bergen og blev mag. art. i 1966. Han tog en doktorgrad i 1973 på en afhandling om den franske lyriker Arthur Rimbaud Han var førstelektor ved Universitetet i Bergen fra 1970 til 1974 og var siden professor. Han blev den første professor i litteraturvidenskab da faget fik sit eget institut ved Universitetet i Bergen i 1974. Senere blev instituttet slået sammen til Institut for lingvistiske, litterære og æstetiske fag. Kittang har skrevet flere bøger, blandt andet om Knut Hamsun og Sigmund Freud, og udgivet flere antologier.
Atle Kittang døde den 1. juni 2013 efter længre tids sygdom.

## Udmærkelser
Kittang var medlem af Det Norske Videnskaps-Akademi fra 1988 og Det Kongelige Norske Videnskabers Selskab fra 2000. Han fik Møbiusprisen for fremragende forskning i 2003. for "sin fremragende og brede forskningsindsats indenfor almen litteraturvidenskab, og for sin evne til at skabe dynamiske og kreative miljøer".